# Volcano Island
Volcano Island est une île volcanique des Philippines qui constitue la partie volcaniquement active du Taal. Elle se trouve dans le centre du lac Taal, sur l'île de Luçon. En son centre, se trouve une caldeira de trois kilomètres de diamètre dont le fond est occupé par un lac de cratère et dans lequel se trouve un piton rocheux,. Cette configuration fait du lac de cratère de Volcano Island l'un des plus grands lacs sur une île dans un lac sur une île au monde ; le rocher est, quant à lui, l'une des plus grandes îles dans un lac sur une île dans un lac sur une île au monde.
L'île est composée d'un ensemble de cônes de tufs, stratovolcans et autres cônes volcaniques culminants à 311 mètres d'altitude. Ses dernières éruptions lui ont fait gagner 25 % de superficie.

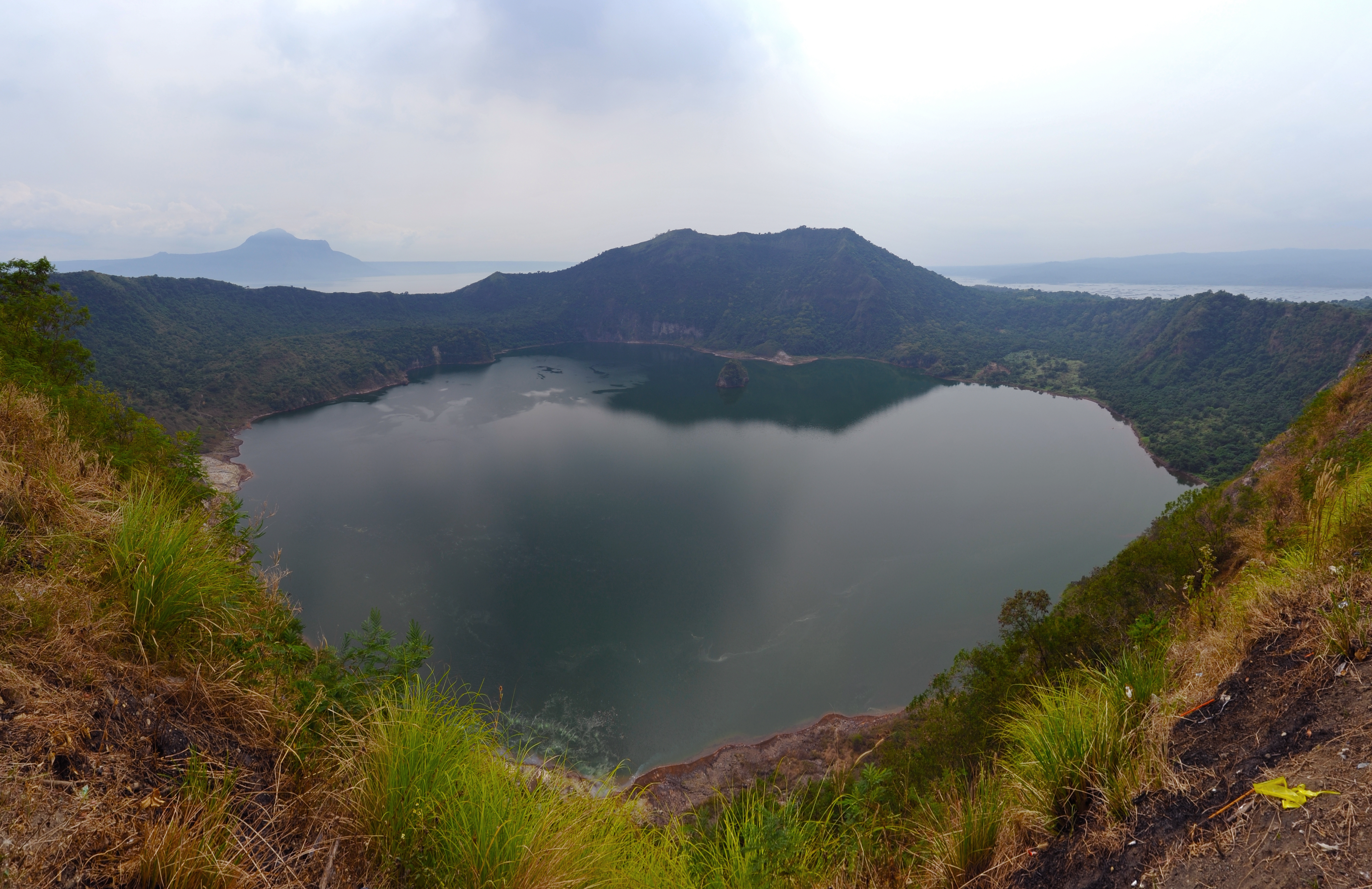
Vue de la caldeira de Volcano Island occupée par un lac de cratère et dans lequel se trouve un piton rocheux.

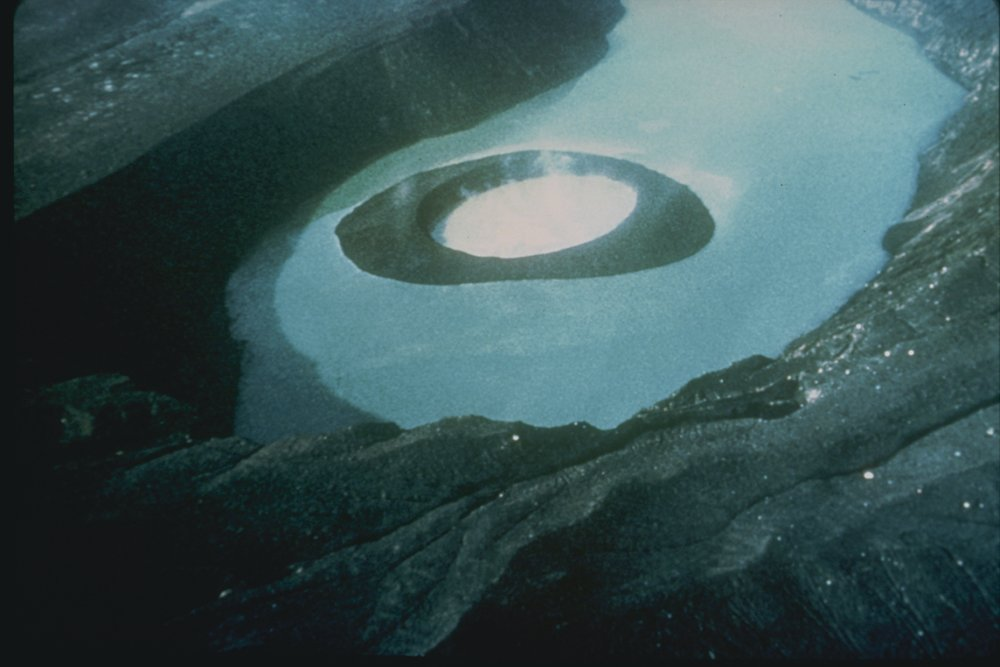
Vue aérienne de l'intérieur de la caldeira de Volcano Island en 1965 avec un cône de cendre, aujourd'hui détruit, dans le lac.